# Fantasy Kingdom
Fantasy Kingdom è un'area tematica del parco divertimenti Gardaland, situato a Castelnuovo del Garda in provincia di Verona.
L'area ampia circa 12'000 metri quadrati è considerata un vero e proprio parco nel parco, appellativo ricevuto all'epoca della sua inaugurazione nel 2001, ed è dedicata ai visitatori più piccoli del parco gardesano.

## Storia
L'area in cui sorge Fantasy Kingdom era in precedenza occupata da alcune strutture sempre di proprietà del parco:
- il vecchio parcheggio dipendenti
- la "zona spaziale"

Quest'ultima, presente sin dal 1975 (anno di inaugurazione del parco), era composta da un laghetto artificiale ospitante due attrazioni, in origine la flat ride Ufo e il simulatore Aster Line Saturno 7, entrambe sostituite rispettivamente da Moonraker nel 1993 e da SpaceLab nel 1995 appartenenti alla medesima categoria dei predecessori.
La nuova area spaziale è individuabile dove sorgono le attrazioni Space Vertigo (1998), Flying Island (2000) (alle cui spalle si trova anche il nuovo parcheggio dipendenti) e Oblivion (2015).

## Progetto
L'intera progettazione dell'area è stata affidata a Claudio Mazzoli, all'epoca scenografo e art director del parco.
Il progetto originale, sebbene molto simile a quello realizzato, era molto più ambizioso e comprendeva attrazioni e particolarità escluse a causa del poco spazio a disposizione.

I lavori sono iniziati nell'ottobre 1999, interrotti durante la stagione 2000 (25º anniversario del parco) e ripresi a settembre. L'intera area fu inaugurata nel 2001, anche se ancora incompleta in quanto un inverno particolarmente rigido ha rallentato i lavori ritardando l'ultimazione di due attrazioni, completate l'anno successivo.
La tematizzazione è palesemente ispirata al mondo dei cartoon e dei fumetti, mondo di cui fa anche parte Prezzemolo, principale mascotte del parco, che fantomaticamente abiterebbe in una delle attrazioni.
La viabilità dell'area è invece ispirata ai parchi Disney: una planimetria circolare al cui centro sorge la struttura simbolo dell'area, circondata da attrazioni e strutture "minori".
Esistono 2 ingressi principali, pressoché identici tra loro, situati ai due estremi dell'area e caratterizzati da un'imponente rappresentazione di tutte le mascotte del parco che invitano a percorre un tunnel (sopra il quale passano i binari di Trans Gardaland Express e del Volaplano) per accedere al "regno della fantasia".
È presente anche un ingresso secondario che consiste in un sentiero delimitato da siepi che conduce alla parte terminale.
Nel 2015 è stato aggiunto un altro ingresso che funge da collegamento al parco giochi Prezzemolo Magic Village.

## Attrazioni
Fantasy Kingdom ospita 4 attrazioni di diverse tipologie, la maggior parte studiate per essere fruibili principalmente da un pubblico infantile, ma comunque accessibili a tutti. Sono qui elencate procedendo a ritroso dal 10 marzo 2019:
- Doremifarm (2001), percorso su trattori
- Volaplano (2001), aeroplanini su monorotaia
- Funny Express (2001), trenino
- Magic House (2002), madhouse
- L'albero di Prezzemolo (2002), la casa sull'albero della mascotte del parco

## Attrazioni rimosse
- Saltomatto (2001 - 2018), mini free fall tower

## Spettacoli
Fantasy Kingdom ospita il Teatro della fantasia (precedentemente chiamato Teatro delle Marionette), un piccolo teatro di 150 posti dove vengono sceneggiati spettacoli di marionette con protagonisti le mascotte del parco. L'ingresso è gratuito.
Fino alla stagione 2019, durante gli ultimi minuti di apertura il parco era attraversato da una parata con carri illuminati che passa anche per le due vie principali di quest'area.

## Ristorazione, negozi e altri servizi
L'unico punto ristoro all'interno di Fantasy Kingdom è Carovana di dolci che come suggerisce il nome si occupa prevalentemente della vendita di dolciumi, senza escludere però prodotti tipici da bar. La struttura è caratterizzata da enormi palline di gelato, creme e ciliegine poste sul tetto. Adiacenti ad essa sono presenti posti a sedere con tavoli e ombrelloni tematizzati.
La casa di Prezzemolo è il nome del punto vendita dell'area ed è il più grande e fornito dell'intero parco, vendendo qualsiasi gadget e souvenir brandizzato Gardaland.
È presente inoltre un locale adibito al servizio Nursery che mette a disposizione fasciatoi, scalda-biberon ecc..
Nel 2014 fu aggiunta un'"area riposo" vicino all'ingresso.
Nel 2015 fu aggiunto un parco giochi e un "photo point" vicino al negozio La casa di Prezzemolo.
Nel 2018 le ultime 2 baby introdotte (Baby canoe e Baby cavalli) furono rimosse dal parco. Nel 2019 saranno ricollocate all'interno dell'area Camelot.
Nel 2019 Baby pilota e Baby corsaro furono rimosse dall'area e ricollocate nell'area Camelot, Saltomatto fu dismessa dal parco, mentre Volaplano non risultava operativa.

## Curiosità
- Sulla facciata del negozio "La casa di Prezzemolo" è presente l'insegna MC, rappresentante l'acronimo di Claudio Mazzoli, ideatore della zona.
- Tra le attrazioni escluse dal progetto finale vi erano una ruota panoramica a forma di mulino a vento che avrebbe dovuto sorgere adiacente al percorso di Doremifarm, un fossato che avrebbe dovuto circumnavigare L'Albero di Prezzemolo, una giostra che avrebbe dovuto inclinarsi di 30° vicino all'attrazione Doremifarm, una giostra simile all'Ortobruco Tour vicino al Volaplano, un Flume Ride che doveva sorgere dove era presente Saltomatto e una giostra che doveva sorgere nell'area Toy Town.
- Lungo la coda di Magic House, tra le radici de L'Albero di Prezzemolo, è possibile scorgere una targhetta con scritto "2002": l'anno di inaugurazione delle due attrazioni.
- In origine Magic House si chiamava Mad House (nome dato dalla ditta produttrice Vekoma), ma poi ha cambiato nome per evitare confusione con la Casa Matta di Mirabilandia, anche se il tipo di esperienza offerta dalle due è completamente diversa.

## Restauri

### Doremifarm
- Nel corso degli anni sono stati sistemati gli animatronici non funzionanti e cambiati gli abiti indossati dagli abitanti della fattoria.

### Funny Express
- 2015: Ampliato l'ingresso con collegamento con Prezzemolo Magic Village. Eliminata la palizzata sul retro con vista proprio su Prezzemolo Magic Village.

### Magic House
- 2003: Ricreazione della scenografia interna con materiali più sicuri e a norma.

### L'albero di Prezzemolo
- 2010/2011: Sostituzione totale della chioma dell'albero con nuovi materiali.
- 2015: Nuova parziale sostituzione della chioma dell'albero.
- 2020: Nuova totale sostituzione della chioma dell'albero.
- 2024: Nuova totale sostituzione della chioma dell'albero.